# Harpalus cordifer
Harpalus cordifer är en skalbaggsart som beskrevs av Notman. Harpalus cordifer ingår i släktet Harpalus och familjen jordlöpare. Inga underarter finns listade i Catalogue of Life.